# France métropolitaine

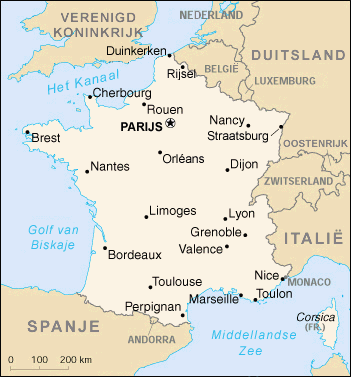
Een kaart van France métropolitaine

France métropolitaine of Metropolitaans Frankrijk (kortweg la Métropole) is het deel van Frankrijk in Europa. In het Nederlands spreekt men wel van "het eigenlijke Frankrijk". Het wordt ook weleens Europees Frankrijk genoemd. De benaming wordt gebruikt om een onderscheid te maken met Overzees Frankrijk (la France d'outre-mer).
La Métropole dekt het Franse vasteland en de voor de kust gelegen eilanden in de Atlantische Oceaan, Het Kanaal en de Mediterrane eilanden. Corsica maakt er dus ook deel van uit, hoewel het een apart statuut heeft. Het geheel is ingedeeld in 96 departementen (de départements métropolitains). Voor het vasteland zonder Corsica gebruikt men in Frankrijk de term l'Hexagone (de zeshoek).
De naam France métropolitaine dateert uit de koloniale periode. Het woord métropolitaine is net als metropool afgeleid van het Griekse metropolis, dat letterlijk 'moederstad' betekent; het verwees oorspronkelijk naar de moederstad van een kolonie. In het geval van Frankrijk ging het om het 'moederland' van het Franse koloniaal rijk. De huidige overzeese gebieden zijn de overblijfselen van dit rijk.
Omdat de Franse gebieden buiten Europa volwaardig deel zijn van de Franse Republiek en hun inwoners gewone Franse staatsburgers, is la France métropolitaine niet zonder meer synoniem met Frankrijk, al is dat in de praktijk vaak het geval. Metropolitaans Frankrijk omvat immers 81% van het Franse grondgebied en 96% van de Franse bevolking. Veel gegevens en statistieken over Frankrijk hebben eigenlijk alleen betrekking op de Metropool.  
Een groot aantal wetten en regels in Metropolitaans Frankrijk gelden niet voor Overzees Frankrijk (bijvoorbeeld over belastingen, grondbezit, hygiëne...). Ook behoort enkel een deel van Overzees Frankrijk tot de Europese Unie.